# Abdallah Beyhum

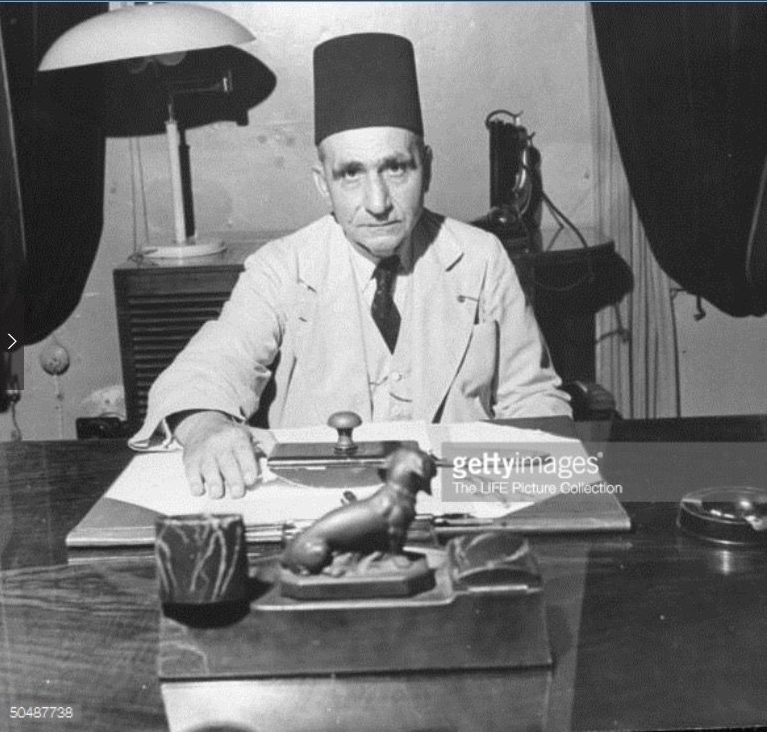
Abdallah Beyhum

Abdallah Beyhum (tiếng Ả Rập: عبد الله بيهم), cũng được viết là Abdullah Beyhum (1879-1962) là một nhà chính trị Liban và là thủ tướng thứ 10 của Liban.
Ông được bổ nhiệm làm thủ tướng chính phủ vào ngày 29 tháng 1 năm 1934 bởi Cao ủy Pháp khi Liban còn là lãnh thổ ủy trị của Pháp. Hai năm sau đó, ngày 30 tháng 1 năm 1936, Ayoub Tabet đã được bổ nhiệm làm thủ tướng. Nhưng ông đã được bổ nhiệm lại làm thủ tướng vào ngày 21 tháng 9 năm 1939 và nội các của ông kéo dài đến ngày 4 tháng 4 năm 1941 trong nhiệm kỳ của tổng thống Émile Eddé.